# 중력단위계
중력단위계(Gravitational metric system)는 SI 단위계에 순응하지 않는 비표준 단위계이다. 국제적으로 사용되는 이 단위계의 축약형은 MKpS, MKfS, MKS이다. 그러나 MKS는 SI처럼 킬로그램을 질량 기본 단위로 사용하는 MKS 단위계로도 사용되고 있다.